# Гавриш Олексій Петрович
Олексій Петрович Гавриш (нар. 7 лютого 1985, с. Біленьке, Донецької області) — український підприємець, дипломат, Надзвичайний та Повноважний Посол України в Королівстві Норвегія (2025).

## Життєпис
Народився 7 лютого 1985 року в селі Біленьке, що входить до Краматорської міської громади Донецької області.
Навчався у Донецькому державному університеті управління який з відзнакою закінчив за спеціальністю «Менеджмент зовнішньоекономічної діяльності» (бакалавр і магістр).
2025 року здобув другу вищу освіту у сфері енергетики в Івано-Франківському національному технічному університеті нафти і газу.
Указом Президента України № 218/2025 від 7 квітня 2025 року Олексій Петрович Гавриш призначений Надзвичайним та Повноважним Послом України в Королівстві Норвегія.

## Трудова та професійна діяльність
Олексій Гавриш має понад 20 років професійного досвіду у сферах енергетики, фінансового та стратегічного управління інвестиційній діяльності, будівництві, готельному та ресторанному менеджменті.
Свій професійний шлях розпочав у сфері зовнішньоекономічної діяльності. Обіймав керівні посади в ЗАТ «АРС», ТОВ «ДТЕК», ТОВ «Інвестиції та Розвиток».
У 2022 році Олексій Гавриш став Членом Правління ТОВ «Газорозподільні мережі України» (група Нафтогаз), де з лютого по квітень 2025 року тимчасово виконував обовязки голови правління.
У  2024 році обраний Головою наглядової ради АТ «Запоріжтрансформатор».
Входив до наглядових рад шляхобудівельних бізнес-груп, групи фінтех-компаній США та Канади, Ради експортерів та інвесторів при Міністерства закордонних справ України.
Має досвід у ресторанному менеджменті. Разом з дядьком, донецьким підприємцем Василем Мікуліним, створив спочатку у Донецьку, а з початком російсько-української війни у Києві крафтові пивоварні.
Упродовж 2023—2024 років був радником державного секретаря Міністерства оборони України.
Олексій Гавриш є доцентом у Києво-Могилянській бізнес-школі, автором курсу «Фінансова грамотність для військових» на Армії+. Ключові теми курсу включають складання бюджету, заощадження, основи інвестування, розкривають розуміння податкової та страхової систем.

## Робота на посаді посла України у Королівстві Норвегія
15 травня 2025 року Олексій Гавриш вручив вірчі грамоти Його Величності Королю Гаральду V.
Взяв участь у щорічній міжнародній конференції у Кіркенесі.
Виступив на третьому Північному саміті з питань адвокації України (Осло, 6 червня 2025).

## Відзнаки
Нагороджений відзнаками Міністерства оборони України: Знак Пошани (2022), Медаль за сприяння обороні (2023), Хрест Пошани (2024).

## Родина
Одружений. Має сина.